# Leonardo Sierra Monteiro
Leonardo Sierra Monteiro (São Paulo, 3 de fevereiro de 1987), mais conhecido apenas como Leonardo Monteiro, é um ator, engenheiro, por pouco tempo YouTuber, e atualmente um empreendedor brasileiro. Tornou-se conhecido nacionalmente como ator ainda em sua infância ao estrear em 1997 no Disney Club depois tornado Disney CRUJ, e desde 2013 é um co-fundador e sócio da startup InfoPrice do ramo de varejo físico.

## Carreira
Leonardo fez a sua estreia na teledramaturgia no seriado de TV infanto-juvenil Disney Club parceira no Brasil entre o SBT e o Disney Channel sobre um programa de TV pirata que era transmitido secretamente por três crianças a partir do porão secreto da casa em que moravam os irmãos Juca (Diego Ramiro) e Guelé (Leonardo) que ia ao ar antes da novela infantil Chiquititas.
Depois do ensino médio, Leonardo ingressou na POLI/USP para cursar engenharia mecatrônica.
Em 2015, participou do programa The Noite com Danilo Gentili em homenagem ao dia das crianças relembrando o programa com parte do elenco original.
Em 2020, participou do programa Domingo Legal no quadro Passa ou Repassa com o elenco do Disney CRUJ enfrentando os filhos do elenco do programa dos Trapalhões Lívian Aragão (filha de Didi), Antônio Carlos (filho do Mussum) e Yasmim Sant'Anna (filha do Dedé), mesmo quadro onde em 1999 haviam participado enfrentando o elenco da primeira versão de Chiquititas, Ana Olivia, Carla Diaz, Felipe Chammas, Fernanda Souza, Flávia Monteiro, Francis Helena, Gisele Frade e Pierre Bittencourt com apresentação de Celso Portiolli.

### InfoPrice
Ainda na faculdade, em 2013, Leonardo co-fundou uma startup para o setor de varejo chamada InfoPrice criando um hardware que leva o seu nome na patente, grupo adquirido em 2015 pela B2W Digital, a terceira maior rede de varejo online do mundo.

### Escape Box
Em 2016, Leonardo uniu-se com o também ex-integrante do Disney CRUJ Diego Ramiro e criaram o Escape Box, uma atração inspirada em escape room, em Curitiba, baseada na prisão da Ilha de Alcatraz.

### Brasil Meal Time
Entre 2011 e 2012, Leonardo uniu-se com o amigo Diógenes de Almeida para montarem o Brasil Meal Time no YouTube, um programa culinário inspirado no programa original canadense Epic Meal Time, com comidas extremamente calóricas e muitas vezes alcoólicas, um toque de humor para preparar comidas.

## Filmografia

### Televisão
| Ano  | Título                                     | Personagem       | Nota |
| ---- | ------------------------------------------ | ---------------- | ---- |
| 1997 | Disney Club                                | Guelé/Chiclê     |      |
| 2001 | Disney CRUJ                                | Guelé/Chiclê     |      |
| 1997 | Os Ossos do Barão                          | Egisto (Criança) |      |
| 1995 | A Origem dos Bebês segundo Kiki Cavalcanti | Ernani           |      |